# Saint-Cyr-en-Bourg
Saint-Cyr-en-Bourg foi uma comuna francesa na região administrativa da Pays de la Loire, no departamento de Maine-et-Loire. Estendia-se por uma área de 8,63 km², com 1 070 habitantes, segundo os censos de 1999, com uma densidade de 123 hab/km².
Em 1 de janeiro de 2019, passou a formar parte da nova comuna de Bellevigne-les-Châteaux.